# سی ریجیگاوا
سی ریجیگاوا (انگلیسی: Si Rijigawa؛ زادهٔ ۸ اکتبر ۱۹۸۶)  جودوکار اهل چین است. وی در بازی‌های المپیک تابستانی ۲۰۰۸ شرکت کرده‌است.